# Dalmacijo lipa (album Tomislava Bralića)
Dalmacijo lipa naziv je drugoga samostalnoga albuma Tomislava Bralića. Album je 2003. godine objavila diskografska kuća Scardona.

## Popis pjesama
| Br. | Skladba                     | Trajanje |
| --- | --------------------------- | -------- |
| 1.  | »Zlatna vala«               |          |
| 2.  | »Dalmacijo lipa«            |          |
| 3.  | »Croatio iz duše te ljubim« |          |
| 4.  | »Ispod tvoje boloture«      |          |
| 5.  | »Gitaro moja«               |          |
| 6.  | »Ane moja«                  |          |
| 7.  | »Ljubavna beštija«          |          |
| 8.  | »Kadenom sam vezan«         |          |
| 9.  | »Tu san se rodi«            |          |
| 10. | »Stina pradidova«           |          |
| 11. | »Sve bi da«                 |          |

## Vanjske poveznice
- Scardona: Tomislav Bralić – Dalmacijo lipa  Arhivirana inačica izvorne stranice od 21. kolovoza 2016. (Wayback Machine)
- Diskografija.com – Tomislav Bralić: Dalmacijo lipa